# Magellán-lúd

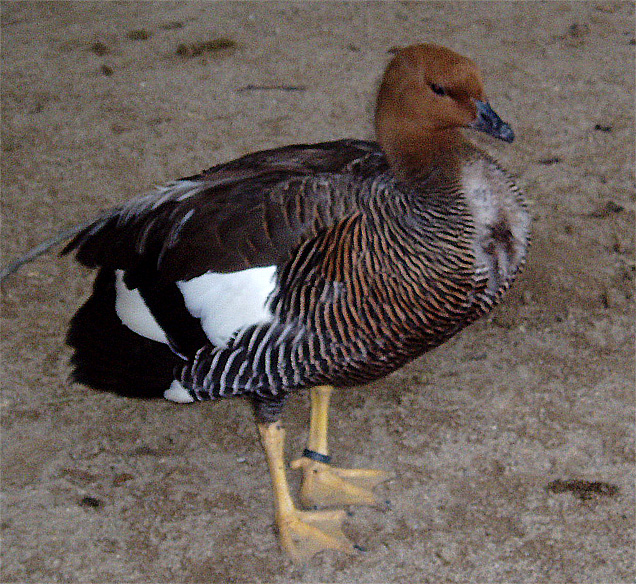
Tojó

A Magellán-lúd (Chloephaga picta) a lúdalakúak (Anseriformes) rendjébe, ezen belül a récefélék (Anatidae) családjába, azon belül a tarkalúdformák (Tadorninae) alcsaládjába tartozó faj.

## Előfordulása
Dél-Amerika, Chile, Argentína, Tűzföld és a Falkland-szigetek partvidékén honos faj. Nevét is a Magellán-szoros térségéről kapta.

## Alfajai
- Chloephaga picta picta
- Chloephaga picta leucoptera

## Megjelenése
Teljes hossza 70 centiméter hosszú.
A felnőtt hím szürkésfehér színű, oldalán erőteljes fekete-fehér csíkozás látható, szárnyai és farka feketések, lábai feketék. 
A tűzföldi változat sötétebb színű, mellkasa is fekete csíkos.
A tojó valamivel kisebb, feje és nyaka világos színű, a test egyéb részei sötétbarnák és feketés csíkozásúak, a lábak sárgásak.
Felszálláskor mindkét nem kontrasztos szárnyrajzolata pompás látványt nyújt.

## Életmódja
Általában csoportosan fordul elő, de a költési időszakban a csoport párokra szakad.
Fűvel benőtt, nyílt területeken, mocsarakban és lápokban, valamint sekély tavak szélén él.
Növényi részekkel táplálkozik, javarészt füvet legel.

## Szaporodása
A fészkeket a talajra építi egy fűcsomó védelmében vagy egy bokorban, száraz növényi részekből és pihékkel béleli.
Az 5-7 tejszínű tojáson csak a tojó kotlik, míg a hím a közelben őrködik. 
A pelyhes fiókák fészekhagyók.

## Képek

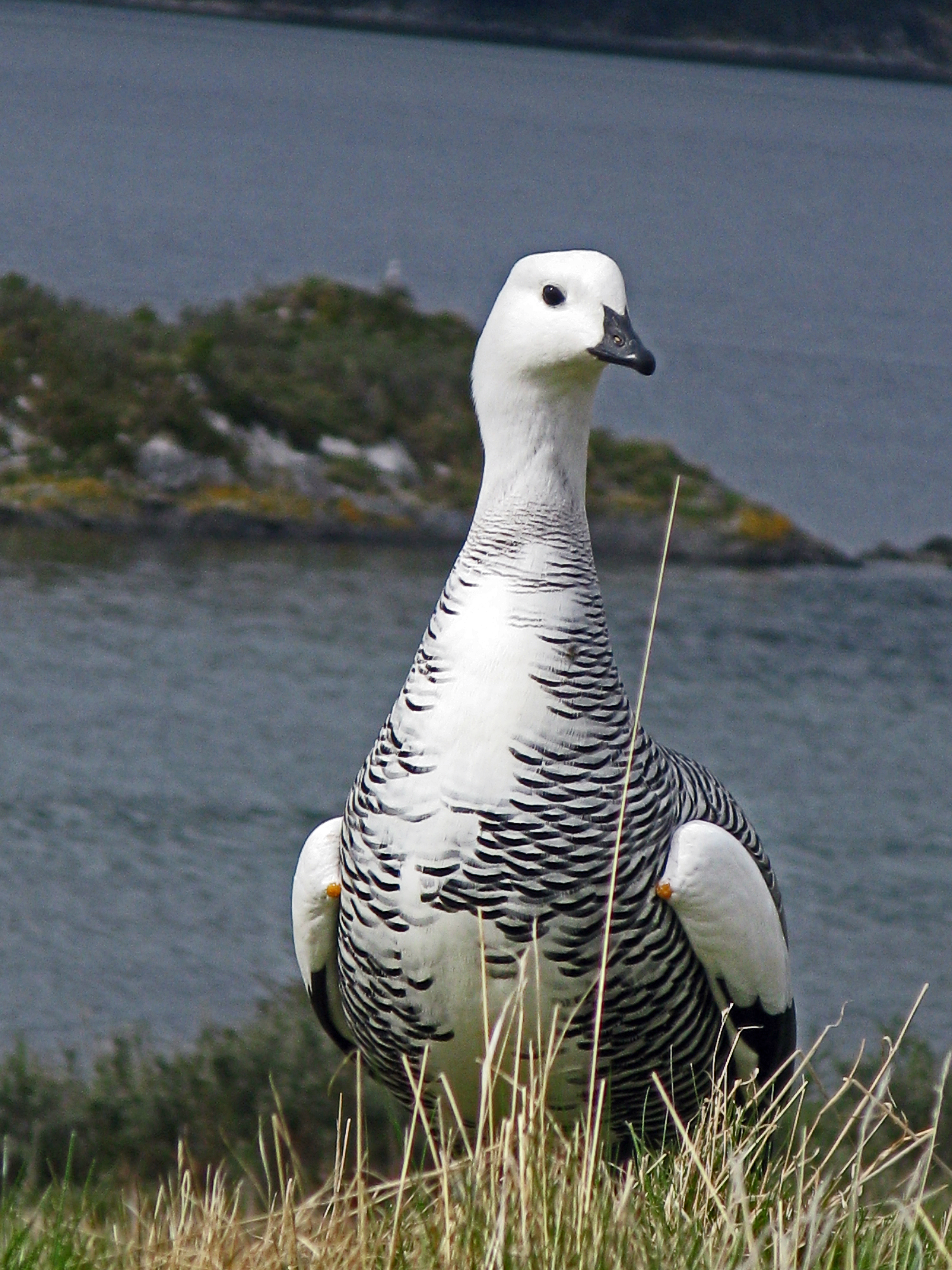
Hím
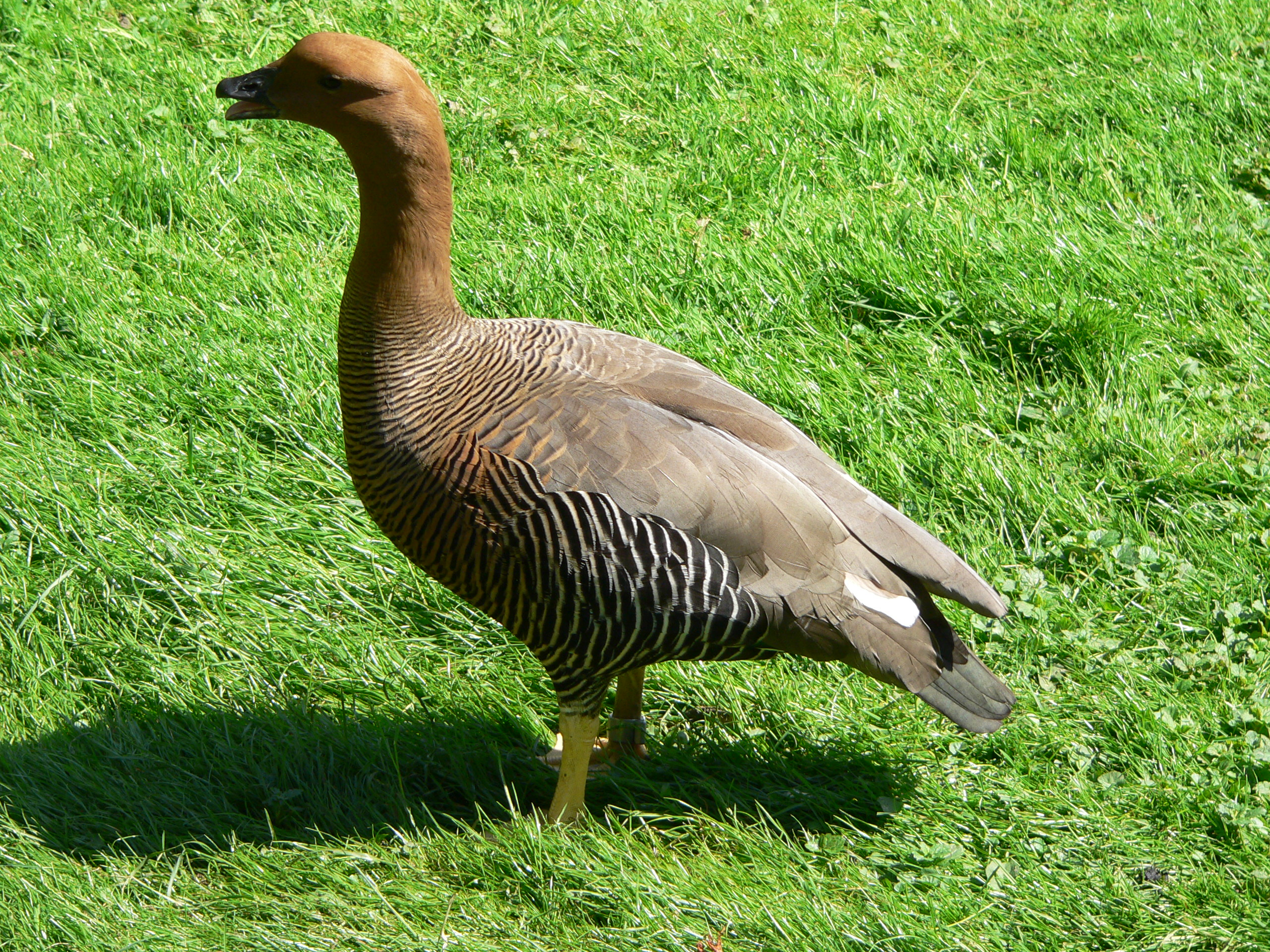
Tojó
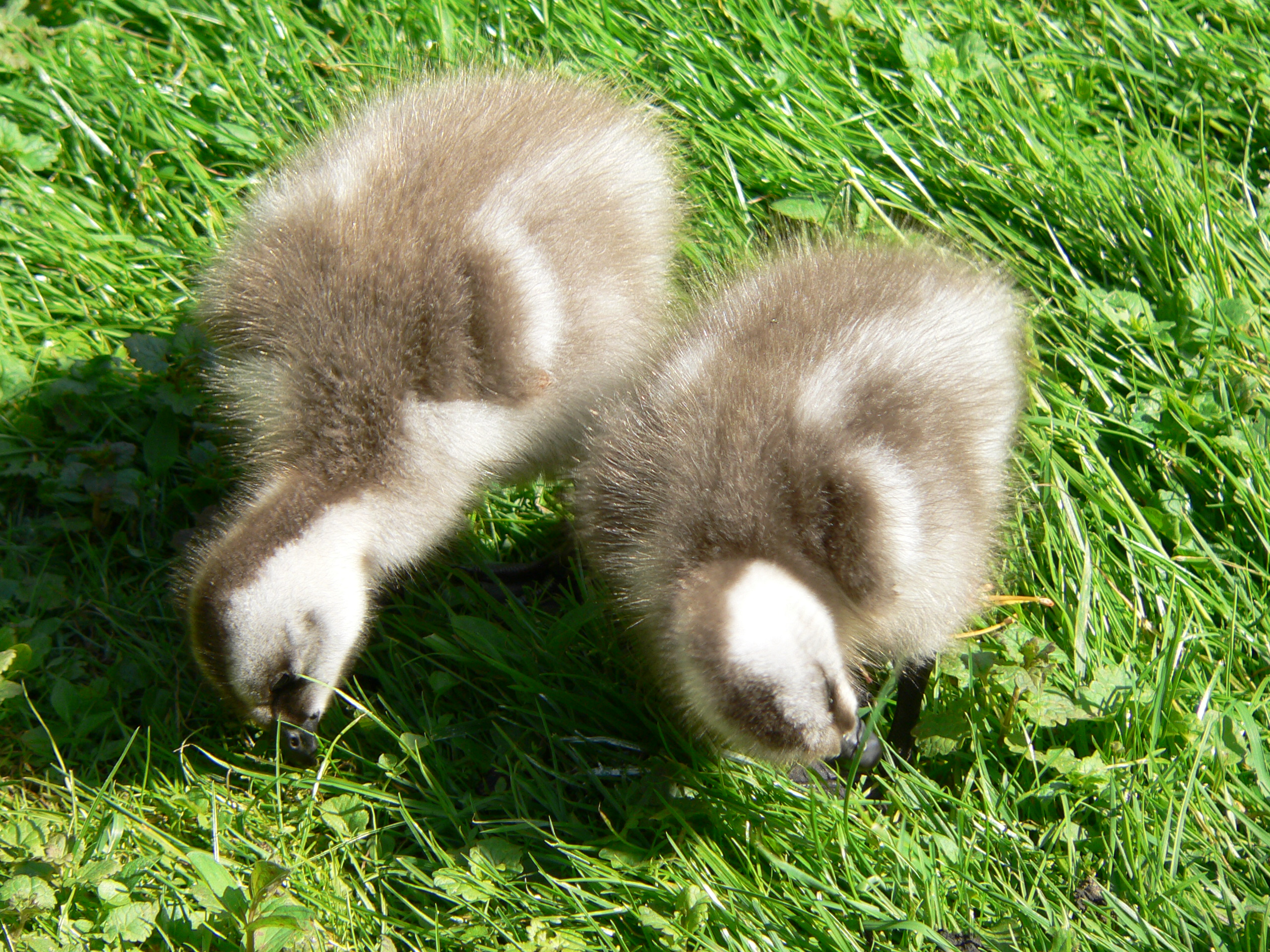
Fiókák
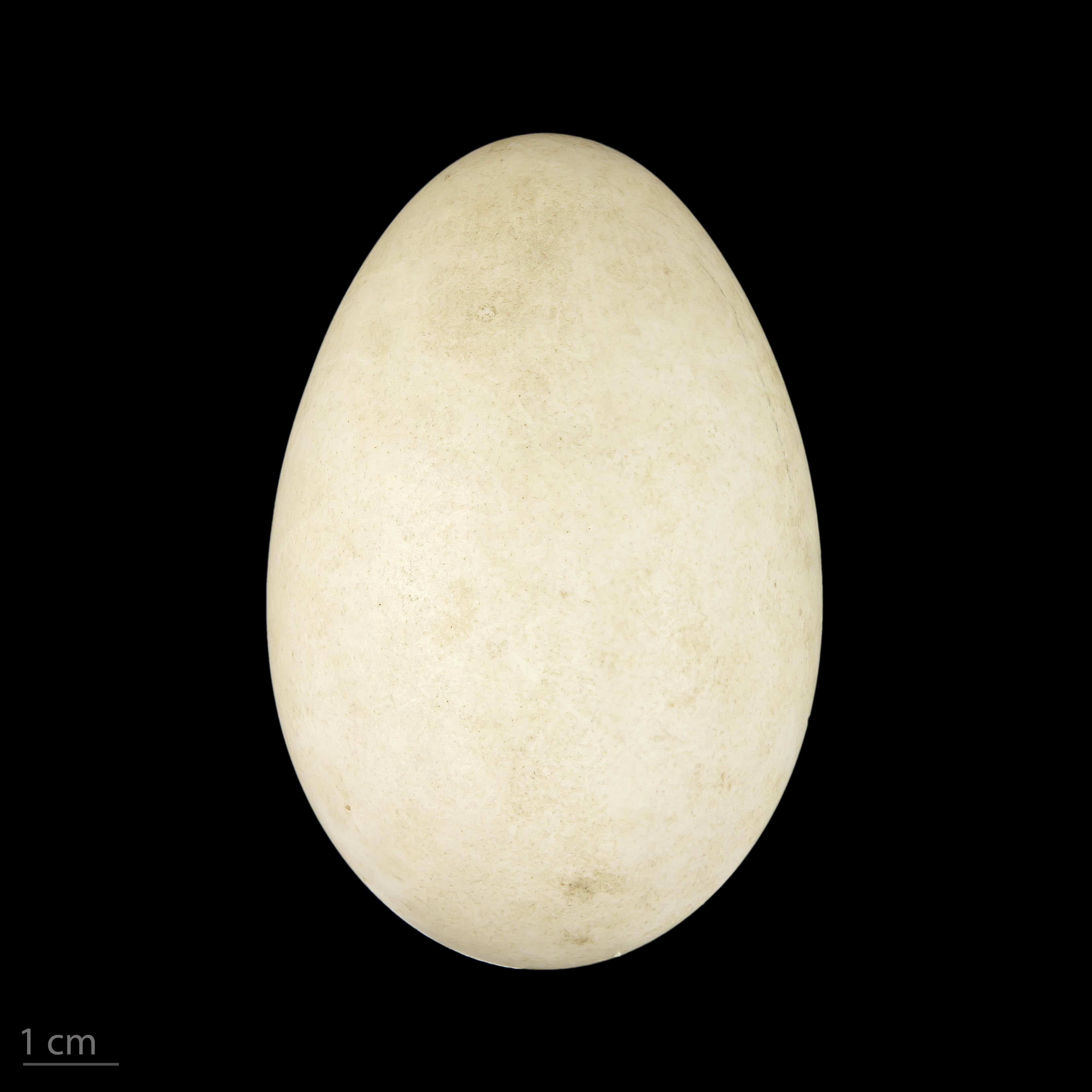
Museum specimen